# Turkmeens voetbalelftal (mannen)
Het Turkmeens voetbalelftal is een team van voetballers dat Turkmenistan vertegenwoordigt bij internationale wedstrijden en competities, zoals de kwalificatiewedstrijden voor het Wereldkampioenschap voetbal en de strijd om de Azië Cup.
Het land is sinds 1991 onafhankelijk na decennialang deel te hebben uitgemaakt van de Sovjet-Unie. Het elftal kwalificeerde zich voor de Azië Cup 2004 en 2019.

## Deelname aan internationale toernooien

### Wereldkampioenschap
Op 4 mei 1997 speelt Turkmenistan zijn eerste kwalificatiewedstrijd voor het wereldkampioenschap voetbal. Zij spelen in Ashgabat tegen China. De wedstrijd wordt verloren met 1–4. De enige goal voor Turkmenistan werd gemaakt door Djumadurdy Meredov. Een week later wist het land de wedstrijd tegen Vietnam wel te winnen met 2–1.
| Wereldkampioenschap voetbal overzicht | Wereldkampioenschap voetbal overzicht | Wereldkampioenschap voetbal overzicht | Wereldkampioenschap voetbal overzicht | Wereldkampioenschap voetbal overzicht | Wereldkampioenschap voetbal overzicht | Wereldkampioenschap voetbal overzicht | Wereldkampioenschap voetbal overzicht | Wereldkampioenschap voetbal overzicht |
| Jaar                                  | Ronde                                 | Wed.                                  | W                                     | G                                     | V                                     | DV                                    | DT                                    |                                       |
| ------------------------------------- | ------------------------------------- | ------------------------------------- | ------------------------------------- | ------------------------------------- | ------------------------------------- | ------------------------------------- | ------------------------------------- | ------------------------------------- |
| 1930–1990                             | Bij Sovjet-Unie                       | Bij Sovjet-Unie                       | Bij Sovjet-Unie                       | Bij Sovjet-Unie                       | Bij Sovjet-Unie                       | Bij Sovjet-Unie                       | Bij Sovjet-Unie                       | Bij Sovjet-Unie                       |
| 1994                                  | Geen deelname                         | Geen deelname                         | Geen deelname                         | Geen deelname                         | Geen deelname                         | Geen deelname                         | Geen deelname                         |                                       |
| 1998                                  | Niet gekwalificeerd                   | Niet gekwalificeerd                   | Niet gekwalificeerd                   | Niet gekwalificeerd                   | Niet gekwalificeerd                   | Niet gekwalificeerd                   | Niet gekwalificeerd                   |                                       |
| 2002                                  | Niet gekwalificeerd                   | Niet gekwalificeerd                   | Niet gekwalificeerd                   | Niet gekwalificeerd                   | Niet gekwalificeerd                   | Niet gekwalificeerd                   | Niet gekwalificeerd                   |                                       |
| 2006                                  | Niet gekwalificeerd                   | Niet gekwalificeerd                   | Niet gekwalificeerd                   | Niet gekwalificeerd                   | Niet gekwalificeerd                   | Niet gekwalificeerd                   | Niet gekwalificeerd                   |                                       |
| 2010                                  | Niet gekwalificeerd                   | Niet gekwalificeerd                   | Niet gekwalificeerd                   | Niet gekwalificeerd                   | Niet gekwalificeerd                   | Niet gekwalificeerd                   | Niet gekwalificeerd                   |                                       |
| 2014                                  | Niet gekwalificeerd                   | Niet gekwalificeerd                   | Niet gekwalificeerd                   | Niet gekwalificeerd                   | Niet gekwalificeerd                   | Niet gekwalificeerd                   | Niet gekwalificeerd                   |                                       |
| 2018                                  | Niet gekwalificeerd                   | Niet gekwalificeerd                   | Niet gekwalificeerd                   | Niet gekwalificeerd                   | Niet gekwalificeerd                   | Niet gekwalificeerd                   | Niet gekwalificeerd                   |                                       |
| 2022                                  | Niet gekwalificeerd                   | Niet gekwalificeerd                   | Niet gekwalificeerd                   | Niet gekwalificeerd                   | Niet gekwalificeerd                   | Niet gekwalificeerd                   | Niet gekwalificeerd                   | Niet gekwalificeerd                   |
| 2026                                  | Niet gekwalificeerd                   | Niet gekwalificeerd                   | Niet gekwalificeerd                   | Niet gekwalificeerd                   | Niet gekwalificeerd                   | Niet gekwalificeerd                   | Niet gekwalificeerd                   |                                       |

Turkmenistan wist zich één keer te plaatsen voor het hoofdtoernooi van de Azië Cup. Ze speelden 3 wedstrijden in de poule. De eerste wedstrijd werd gelijkgespeeld tegen Saoedi-Arabië (2–2). Van Irak (2–3) en Oezbekistan werd verloren (0–1). 
De AFC Challenge Cup was een internationaal voetbaltoernooi van 2006 tot 2014 dat tevens diende als kwalificatietoernooi voor de Azië Cup voor de landen die in de ranking van de Asian Football Confederation onderaan staan. Twee keer wist Turkmenistan de finale te bereiken. In 2010 verloor het land de finale van Noord-Korea. De uitslag was 1–1 maar Noord-Korea won de strafschoppenserie. In 2012 verloor het met 1–2 van Noord-Korea. De beide goals in die finales voor Turkmenistan werden gemaakt door Berdi Şamyradow.
| Azië Cup overzicht | Azië Cup overzicht  | Azië Cup overzicht  | Azië Cup overzicht  | Azië Cup overzicht  | Azië Cup overzicht  | Azië Cup overzicht  | Azië Cup overzicht  | Azië Cup overzicht  |
| Jaar               | Ronde               | Wed.                | W                   | G                   | V                   | DV                  | DT                  | Kwal                |
| ------------------ | ------------------- | ------------------- | ------------------- | ------------------- | ------------------- | ------------------- | ------------------- | ------------------- |
| 1996               | Niet gekwalificeerd | Niet gekwalificeerd | Niet gekwalificeerd | Niet gekwalificeerd | Niet gekwalificeerd | Niet gekwalificeerd | Niet gekwalificeerd | Niet gekwalificeerd |
| 2000               | Niet gekwalificeerd | Niet gekwalificeerd | Niet gekwalificeerd | Niet gekwalificeerd | Niet gekwalificeerd | Niet gekwalificeerd | Niet gekwalificeerd | Niet gekwalificeerd |
| 2004               | Groepsfase          | 3                   | 0                   | 1                   | 2                   | 4                   | 6                   | (Kwal.)             |
| 2007               | Geen deelname       | Geen deelname       | Geen deelname       | Geen deelname       | Geen deelname       | Geen deelname       | Geen deelname       | Geen deelname       |
| 2011               | Niet gekwalificeerd | Niet gekwalificeerd | Niet gekwalificeerd | Niet gekwalificeerd | Niet gekwalificeerd | Niet gekwalificeerd | Niet gekwalificeerd | Niet gekwalificeerd |
| 2015               | Niet gekwalificeerd | Niet gekwalificeerd | Niet gekwalificeerd | Niet gekwalificeerd | Niet gekwalificeerd | Niet gekwalificeerd | Niet gekwalificeerd | Niet gekwalificeerd |
| 2019               | Groepsfase          | 3                   | 0                   | 0                   | 3                   | 3                   | 9                   | (Kwal.)             |
| 2023               | Niet gekwalificeerd | Niet gekwalificeerd | Niet gekwalificeerd | Niet gekwalificeerd | Niet gekwalificeerd | Niet gekwalificeerd | Niet gekwalificeerd | Niet gekwalificeerd |

| AFC Challenge Cup overzicht | AFC Challenge Cup overzicht | AFC Challenge Cup overzicht | AFC Challenge Cup overzicht | AFC Challenge Cup overzicht | AFC Challenge Cup overzicht | AFC Challenge Cup overzicht | AFC Challenge Cup overzicht | AFC Challenge Cup overzicht |
| Jaar                        | Ronde                       | Wed.                        | W                           | G                           | V                           | DV                          | DT                          | Kwal                        |
| --------------------------- | --------------------------- | --------------------------- | --------------------------- | --------------------------- | --------------------------- | --------------------------- | --------------------------- | --------------------------- |
| 2008                        | Groepsfase                  | 3                           | 1                           | 1                           | 1                           | 6                           | 2                           |                             |
| 2010                        | Tweede                      | 5                           | 3                           | 2                           | 0                           | 6                           | 2                           | (Kwal.)                     |
| 2012                        | Tweede                      | 5                           | 3                           | 1                           | 1                           | 1                           | 9                           | (Kwal.)                     |
| 2014                        | Groepsfase                  | 3                           | 1                           | 0                           | 2                           | 6                           | 6                           | (Kwal.)                     |

### Centraal-Aziatisch kampioenschap
| Centraal-Aziatisch kampioenschap overzicht | Centraal-Aziatisch kampioenschap overzicht | Centraal-Aziatisch kampioenschap overzicht | Centraal-Aziatisch kampioenschap overzicht | Centraal-Aziatisch kampioenschap overzicht | Centraal-Aziatisch kampioenschap overzicht | Centraal-Aziatisch kampioenschap overzicht | Centraal-Aziatisch kampioenschap overzicht | Centraal-Aziatisch kampioenschap overzicht |
| Jaar                                       | Ronde                                      | Wed.                                       | W                                          | G                                          | V                                          | DV                                         | DT                                         |                                            |
| ------------------------------------------ | ------------------------------------------ | ------------------------------------------ | ------------------------------------------ | ------------------------------------------ | ------------------------------------------ | ------------------------------------------ | ------------------------------------------ | ------------------------------------------ |
| 2023                                       | Groepsfase                                 | 3                                          | 0                                          | 1                                          | 2                                          | 1                                          | 5                                          |                                            |

## FIFA-wereldranglijst[3]
| 1994 | 1995 | 1996 | 1997 | 1998 | 1999 | 2000 | 2001 | 2002 | 2003 | 2004 | 2005 | 2006 | 2007 | 2008 | 2009 | 2010 | 2011 | 2012 | 2013 | 2014 | 2015 | 2016 | 2017 | 2018 |
| ---- | ---- | ---- | ---- | ---- | ---- | ---- | ---- | ---- | ---- | ---- | ---- | ---- | ---- | ---- | ---- | ---- | ---- | ---- | ---- | ---- | ---- | ---- | ---- | ---- |
| 108  | 133  | 141  | 134  | 122  | 129  | 125  | 114  | 134  | 99   | 98   | 116  | 155  | 127  | 148  | 141  | 135  | 146  | 129  | 135  | 147  | 119  | 142  | 114  | 127  |

## Statistieken
- Bijgewerkt tot en met interland tegen  Filipijnen (0-2) op 24 mei 2014 en gebaseerd op lijst RSSSF[4]

| Tegenstander   | Wed. | W | G | V | DV | DT | DS  | Details |
| -------------- | ---- | - | - | - | -- | -- | --- | ------- |
| Afghanistan    | 4    | 3 | 0 | 1 | 19 | 3  | +16 | details |
| Armenië        | 1    | 0 | 0 | 1 | 0  | 1  | –1  | details |
| Azerbeidzjan   | 2    | 1 | 0 | 1 | 2  | 3  | –1  | details |
| Bahrein        | 2    | 0 | 1 | 1 | 2  | 7  | –5  | details |
| Bhutan         | 2    | 2 | 0 | 0 | 15 | 0  | +15 | details |
| Cambodja       | 3    | 3 | 0 | 0 | 12 | 1  | +11 | details |
| China          | 4    | 0 | 1 | 3 | 3  | 10 | –7  | details |
| Estland        | 1    | 0 | 1 | 0 | 1  | 1  | 0   | details |
| Filipijnen     | 4    | 2 | 0 | 2 | 7  | 4  | +3  | details |
| Hongkong       | 2    | 1 | 1 | 0 | 3  | 0  | +3  | details |
| India          | 4    | 2 | 1 | 1 | 6  | 5  | +1  | details |
| Indonesië      | 4    | 1 | 1 | 2 | 8  | 9  | –1  | details |
| Irak           | 2    | 0 | 0 | 2 | 2  | 6  | –4  | details |
| Iran           | 6    | 1 | 2 | 3 | 5  | 7  | –2  | details |
| Jemen          | 3    | 3 | 0 | 0 | 7  | 1  | +6  | details |
| Jordanië       | 4    | 2 | 0 | 2 | 4  | 5  | –1  | details |
| Kazachstan     | 3    | 0 | 2 | 1 | 1  | 2  | –1  | details |
| Koeweit        | 4    | 0 | 1 | 3 | 3  | 12 | –9  | details |
| Kirgizië       | 3    | 3 | 0 | 0 | 10 | 1  | +9  | details |
| Laos           | 2    | 2 | 0 | 0 | 9  | 3  | +6  | details |
| Libanon        | 2    | 0 | 0 | 2 | 1  | 4  | –3  | details |
| Litouwen       | 1    | 0 | 0 | 1 | 1  | 2  | –1  | details |
| Malediven      | 2    | 2 | 0 | 0 | 6  | 2  | +4  | details |
| Myanmar        | 1    | 1 | 0 | 0 | 2  | 1  | +1  | details |
| Nepal          | 2    | 2 | 0 | 0 | 8  | 0  | +8  | details |
| Noord-Korea    | 6    | 0 | 4 | 2 | 4  | 6  | –2  | details |
| Oman           | 1    | 0 | 0 | 1 | 1  | 2  | –1  | details |
| Oezbekistan    | 9    | 1 | 1 | 7 | 5  | 20 | –15 | details |
| Pakistan       | 2    | 2 | 0 | 0 | 7  | 0  | +7  | details |
| Palestina      | 1    | 0 | 1 | 0 | 0  | 0  | 0   | details |
| Qatar          | 2    | 0 | 0 | 2 | 0  | 6  | –6  | details |
| Roemenië       | 1    | 0 | 0 | 1 | 0  | 4  | –4  | details |
| Saoedi-Arabië  | 5    | 1 | 1 | 3 | 4  | 8  | –4  | details |
| Singapore      | 1    | 0 | 0 | 1 | 2  | 4  | –2  | details |
| Sri Lanka      | 4    | 3 | 1 | 0 | 8  | 2  | +6  | details |
| Syrië          | 2    | 0 | 1 | 1 | 2  | 6  | –4  | details |
| Chinees Taipei | 3    | 3 | 0 | 0 | 8  | 0  | +8  | details |
| Tadzjikistan   | 6    | 2 | 2 | 2 | 8  | 10 | –2  | details |
| Thailand       | 1    | 0 | 1 | 0 | 3  | 3  | 0   | details |
| V.A.E.         | 3    | 1 | 1 | 1 | 3  | 4  | –1  | details |
| Vietnam        | 6    | 5 | 0 | 1 | 12 | 4  | +8  | details |
| Zuid-Korea     | 3    | 1 | 0 | 2 | 4  | 9  | –5  | details |

AFFA · A-internationals · Bondscoaches · Statistieken · Turkmeens vrouwenelftal · Turkmenistan U21 · Turkmenistan U20 · Turkmenistan U19 · Turkmenistan U17
1992 – 1999 ·
2000 – 2009 ·
2010 – 2019 ·
2020 − 2029
1992 ·
1993 ·
1994 ·
1995 ·
1996 ·
1997 ·
1998 ·
1999 ·
2000 ·
2001 ·
2002 ·
2003 ·
2004 ·
2005 ·
2006 ·
2007 ·
2008 ·
2009 ·
2010 ·
2011 ·
2012 ·
2013 ·
2014 ·
2015 ·
2016 ·
2017 ·
2018 ·
2019 ·
2020 ·
2021 ·
2022
Afghanistan ·
Armenië ·
Azerbeidzjan ·
Bahrein ·
Bangladesh ·
Bhutan ·
Cambodja ·
China ·
Estland ·
Filipijnen ·
Guam ·
Hongkong ·
India ·
Indonesië ·
Irak ·
Iran ·
Japan ·
Jemen ·
Jordanië ·
Kazachstan ·
Kirgizië ·
Koeweit ·
Laos ·
Libanon ·
Litouwen ·
Malediven ·
Maleisië ·
Myanmar ·
Nepal ·
Noord-Korea ·
Oeganda ·
Oezbekistan ·
Oman ·
Pakistan ·
Palestina ·
Qatar ·
Roemenië ·
Saoedi-Arabië ·
Singapore ·
Sri Lanka ·
Syrië ·
Tadzjikistan ·
Taiwan ·
Thailand ·
Verenigde Arabische Emiraten ·
Vietnam ·
Zuid-Korea